# 仁隆
仁隆，是臺灣苗栗縣頭屋鄉的一個傳統地域名稱，位於該鄉東部偏北。相較於今日行政區，其範圍大致為明德村老田寮溪以南部分、鳴鳳村北部及東北部。
明德水庫位於本地區北部邊界地帶。

## 歷史
台灣清治末期至日治初期，仁隆地區為一街庄，稱為「仁隆庄」，隸屬於苗栗一堡。該庄北隔老田寮溪與老田藔庄為界，東及東南與獅潭庄為鄰，南邊為枋藔坑庄，西邊為崁頭屋庄、外獅潭庄。
1901年（日治明治三十四年）11月，全台廢縣廳改設二十廳，該庄隸屬於苗栗廳。1909年（明治四十二年）10月，合併二十廳為十二廳，該庄改隸屬於新竹廳。1920年（大正九年），廢十二廳改設五州二廳，該庄改制為「仁隆」大字，隸屬於新竹州苗栗郡頭屋庄。
戰後頭屋庄改制為頭屋鄉，隸屬於新竹縣，大字亦改制為村。1950年桃、竹、苗分治，頭屋鄉改隸屬於苗栗縣。

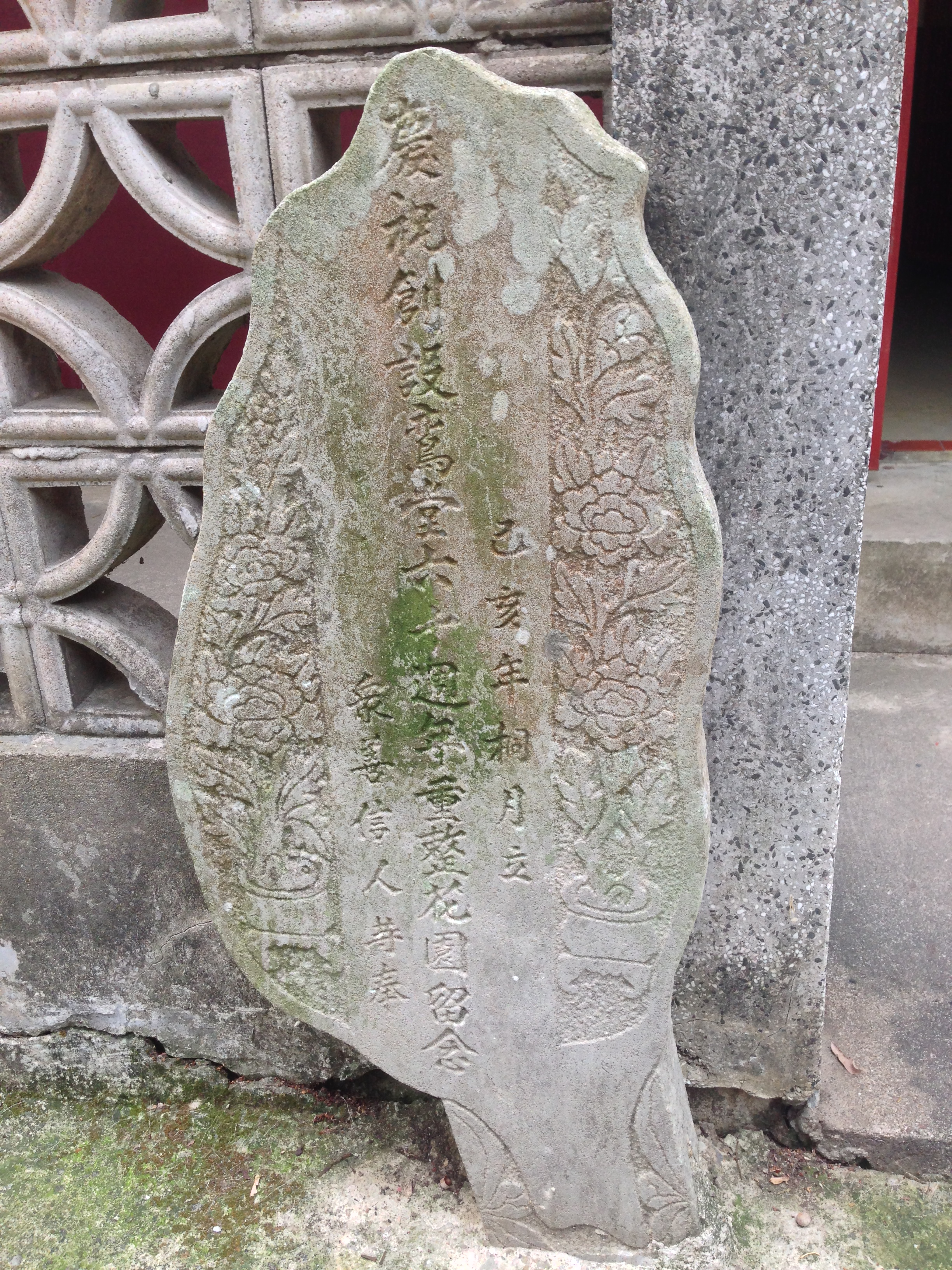
永春宮慶祝創設鸞堂六十週年重整花園留念碑

## 聚落
本地區發展較早的聚落有大坪、沙坪等，在日治期初期的官方地圖上已有記載。此外，本地區尚有柚子坑、柚樹下、南坑、十二分、水寨下、中隘壢、箭竹凸、外砂坪、黃屋伙房、軟埤坑、大湖、竹排潭、南窩等聚落。

## 交通
省道台13線是香山內湖至豐原的幹道，其中尖山至豐原路段俗稱「尖豐公路」，大致以東西向轉東北—西南走向再轉東西向蜿蜒經過仁隆地區西北部凸出部分邊界地帶。由該道路向東經老田寮轉北可前往造橋東部、頭份西部、竹南、香山內湖並止於於省道台1線路口，向西轉西南西可前往頭屋市區、苗栗、銅鑼、三義等地。
縣道126號是後龍外埔至獅潭永興的道路，大致先與台13線共線以西向東轉東北再轉東經過本地區西北部凸出部分邊界地帶，再以西北—東南走向轉西南—東北走向再轉西北—東南走向蜿蜒經過本地區東北部。由該道路於本地區西側端點向西轉西南西與省道台13線共線可前往國道1號頭屋交流道，過國道1號高架橋下後轉西北西獨行，穿越頭屋市區後可前往後龍、外埔並止於外埔大排南岸道路路口；由該道路於本地區東側端點向東南蜿蜒而行可前往獅潭永興並止於省道台3線路口。
鄉道苗16線是響隆橋至神祕谷的道路，也是明德水庫的南岸道路，其西側端點位於本地區西部凸出部分的省道台13線路口。由此向東沿明德水庫南岸蜿蜒而行，可前往大湖東北側並止於神秘谷露營區前的縣道126號路口。
鄉道苗22線（鳴鳳道路）是扒仔岡至北窩的道路，大致以西北—東南走向蜿蜒經過本地區西南部邊界地帶。由該道路向西北轉西可前往扒仔岡東側的省道台13線路口，向東南可前往枋寮坑的番子寮、三湖、獅潭的北窩並止於省道台3線路口。

## 水利設施
- 明德水庫

## 廟宇
- 永春宮（關帝廟）